# Youssef Aït Bennasser
Youssef Aït Bennasser, né le 7 juillet 1996 à Toul en France, est un footballeur international marocain, qui évolue au poste de milieu de terrain à Samsunspor.

## Biographie

### Carrière en club

#### Débuts et formation à l'AS Nancy-Lorraine
Youssef naît à Toul en France de parents marocains originaires de la ville de Kelaat-M'Gouna au Maroc. Il commence sa carrière professionnelle à l'âge de 18 ans à l'AS Nancy-Lorraine, son club formateur. Il jouera la saison 2015-16 en Ligue 2 avec cette équipe de l'AS Nancy-Lorraine. Il inscrit son premier but en Ligue 2 le 28 novembre 2015, lors de la réception du Havre (victoire 3-1). Dans ce club, il fera connaissance avec le Nancéien Youssouf Hadji, également international marocain entre 2003 et 2012.

#### AS Monaco (2016-2021)
Le 25 juin 2016, il s'engage pour cinq ans avec l'AS Monaco avant d'être prêté une saison à Nancy. Difficile de se faire une place dans le club monégasque avec la forte concurrence qui règne dans l'effectif, il sera prêté dans son club précédent de l'AS Nancy-Lorraine et jouera dans la saison 2016-17, 35 matchs en marquant trois buts en Ligue 1.
Après de belles performances en Ligue 1 et appartenant toujours à l'AS Monaco, il est de nouveau prêté pour une saison, cette fois au SM Caen pour la saison 2017-18 où il jouera 34 matchs sans marquer de buts. Son contrat de prêt avec le SM Caen prendra fin le premier juillet 2018.

##### Prêt à Saint-Étienne (2019)
Le 30 janvier 2019, il part en prêt à l'AS Saint-Étienne jusqu'à la fin de la saison.

##### Prêt à Bordeaux (2019-2020)
Le 30 août 2019, il est cette fois prêté avec option d'achat aux Girondins de Bordeaux.

#### Rebond en Turquie à Adanaspor (2021)
Libre de tout contrat après enchaîné plusieurs prêts, le milieu de terrain marocain rejoint la Turquie. En effet, l'ancien Caennais signe un contrat de deux ans avec Adanaspor, en deuxième division turque. Il signe un contrat de deux ans.

### Carrière internationale
Il est sélectionné par Hervé Renard pour prendre part aux matchs contre l'équipe du Cap-Vert, comptant pour les éliminatoires de la Coupe d'Afrique des nations 2017, les 26 et 29 mars 2016. Il fête sa première cape le 31 août 2016 en entrant en jeu lors d'un match amical contre l'Albanie. Il est sélectionné pour les deux matchs de préparation à la Coupe du monde 2018 face à la Serbie et l'Ouzbekistan.
Youssef Ait-Bennasser fait partie de la liste finale des 23 joueurs qui joueront la Coupe du Monde 2018 en Russie. Blessé pendant une séance d'entraînement à la veille de la deuxième rencontre de la sélection face au Portugal, il est contraint de rentrer en France sans disputer aucun match en Coupe du monde.

## Statistiques

### En club
| Saison                | Club                         | Championnat           | Championnat | Championnat | Championnat | Coupe nationale | Coupe nationale | Coupe nationale | Coupe de la Ligue | Coupe de la Ligue | Coupe de la Ligue | Supercoupe | Supercoupe | Supercoupe | Compétition(s) continentale(s) | Compétition(s) continentale(s) | Compétition(s) continentale(s) | Compétition(s) continentale(s) | Total | Total | Total |
| Saison                | Club                         | Division              | M.          | B.          | P.d.        | M.              | B.              | P.d.            | M.                | B.                | P.d.              | M.         | B.         | P.d.       | Comp.                          | M.                             | B.                             | P.d.                           | M.    | B.    | P.d.  |
| 2015-2016             | AS Nancy-Lorraine            | Ligue 2               | 33          | 1           | 2           | 1               | 0               | 0               | 1                 | 0                 | 0                 | -          | -          | -          | -                              | -                              | -                              | -                              | 35    | 1     | 2     |
| 2016-2017             | AS Nancy-Lorraine (prêt)     | Ligue 1               | 26          | 3           | 1           | 0               | 0               | 0               | 1                 | 0                 | 0                 | -          | -          | -          | -                              | -                              | -                              | -                              | 27    | 3     | 1     |
| Sous-total            | Sous-total                   | Sous-total            | 59          | 4           | 3           | 1               | 0               | 0               | 2                 | 0                 | 0                 | -          | -          | -          | -                              | -                              | -                              | -                              | 62    | 4     | 3     |
| 2017-2018             | SM Caen (prêt)               | Ligue 1               | 27          | 0           | 0           | 1               | 0               | 0               | 1                 | 0                 | 0                 | -          | -          | -          | -                              | -                              | -                              | -                              | 29    | 0     | 0     |
| Sous-total            | Sous-total                   | Sous-total            | 27          | 0           | 0           | 1               | 0               | 0               | 1                 | 0                 | 0                 | -          | -          | -          | -                              | -                              | -                              | -                              | 29    | 0     | 0     |
| 2018-2019             | AS Monaco                    | Ligue 1               | 13          | 0           | 2           | -               | -               | -               | 2                 | 0                 | 0                 | -          | -          | -          | C1                             | 3                              | 0                              | 0                              | 18    | 0     | 2     |
| 2020-2021             | AS Monaco                    | Ligue 1               | -           | -           | -           | -               | -               | -               | -                 | -                 | -                 | -          | -          | -          | -                              | -                              | -                              | -                              | 0     | 0     | 0     |
| Sous-total            | Sous-total                   | Sous-total            | 13          | 0           | 2           | 0               | 0               | 0               | 2                 | 0                 | 0                 | -          | -          | -          | -                              | 3                              | 0                              | 0                              | 18    | 0     | 2     |
| 2018-2019             | AS Saint-Étienne (prêt)      | Ligue 1               | 13          | 0           | 0           | -               | -               | -               | -                 | -                 | -                 | -          | -          | -          | -                              | -                              | -                              | -                              | 13    | 0     | 0     |
| Sous-total            | Sous-total                   | Sous-total            | 13          | 0           | 0           | 0               | 0               | 0               | 0                 | 0                 | 0                 | -          | -          | -          | -                              | -                              | -                              | -                              | 13    | 0     | 0     |
| 2019-2020             | Girondins de Bordeaux (prêt) | Ligue 1               | 12          | 0           | 1           | 2               | 0               | 0               | 2                 | 0                 | 0                 | -          | -          | -          | -                              | -                              | -                              | -                              | 16    | 0     | 1     |
| Sous-total            | Sous-total                   | Sous-total            | 12          | 0           | 1           | 2               | 0               | 0               | 2                 | 0                 | 0                 | -          | -          | -          | -                              | -                              | -                              | -                              | 16    | 0     | 1     |
| Total sur la carrière | Total sur la carrière        | Total sur la carrière | 124         | 4           | 6           | 4               | 0               | 0               | 7                 | 0                 | 0                 | -          | -          | -          | -                              | 3                              | 0                              | 0                              | 138   | 4     | 6     |

### En sélection nationale
Le tableau suivant liste les rencontres de l'équipe du Maroc dans lesquelles Youssef Aït Bennasser a été sélectionné depuis le 31 août 2016 jusqu'à présent.

## Palmarès

### Club
AS Nancy-Lorraine
- Ligue 2
  - Champion : 2016